# Dutch Kills

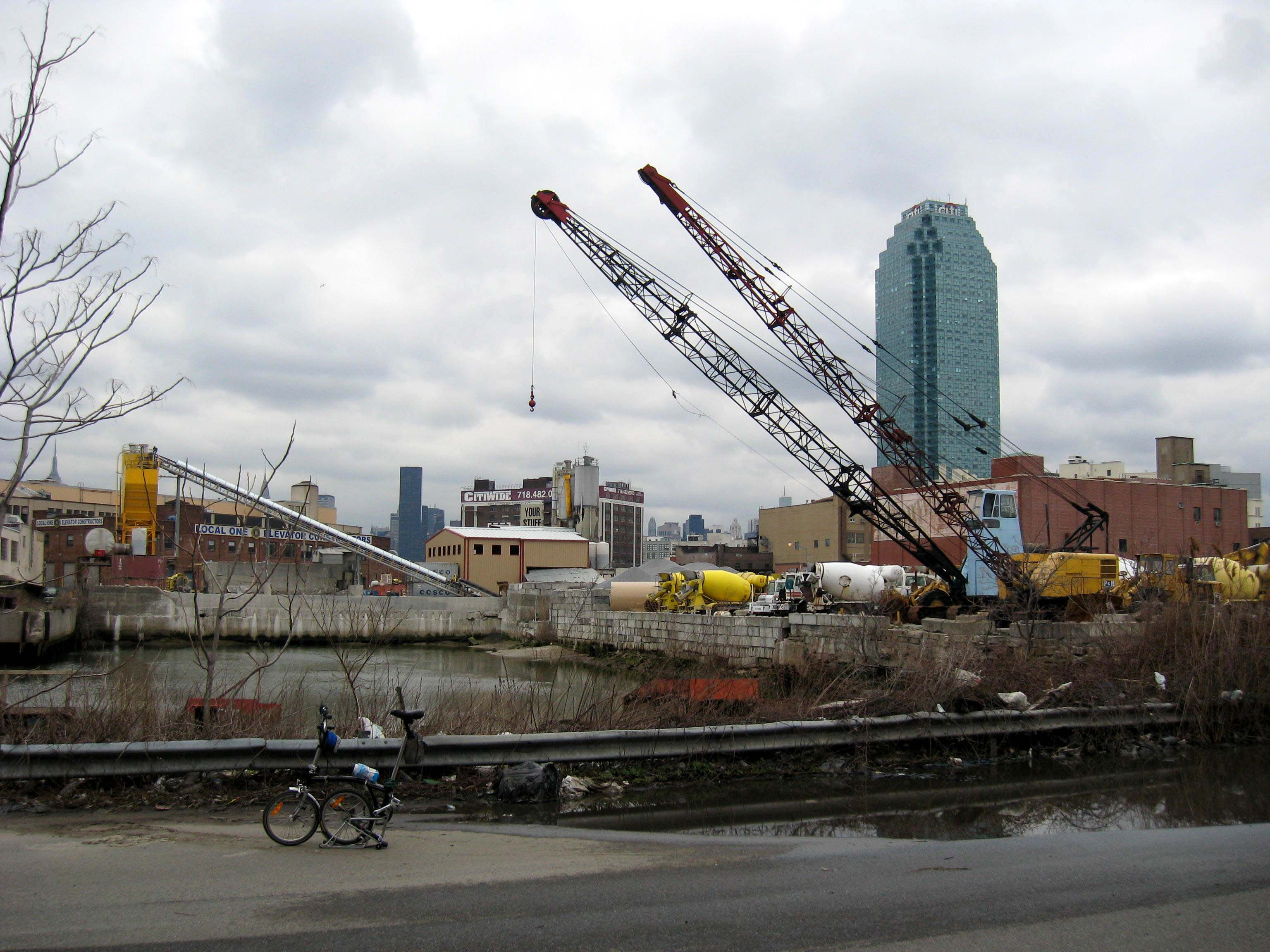
De haven aan de noordkant van Dutch Kills

Dutch Kills is een deel van de New Yorkse  buurt Long Island City,  in het stadsdeel Queens in de Verenigde Staten. 
Dutch Kills was een gehucht dat vermeld werd omwille van  zijn bevaarbare bijrivier van de  Newtown Creek en dat het huidige centraal deel van  Queensboro Plaza bestreek. Tijdens de Amerikaanse Onafhankelijkheidsoorlog was Dutch Kills een belangrijk wegenknooppunt en van 1776 tot 1783 de ligplaats van een Brits garnizoen. In 1870 ging de plaats samen met de dorpen Astoria, Ravenswood, Hunters Point, Middletown, Sunnyside en Bowery Bay en vormde Long Island City. 
De kanalisering van de Newtown Creek en de  Kills op het einde van 19e eeuw versnelden de industriële ontwikkeling van het  gebied. De bloei duurde tot het midden van de 20e eeuw. Thans ondergaat de buurt een massale reconversie naar een gemengd residentiële en commerciële bestemming.
De naam "Dutch Kills" in Queens, New York, is afkomstig van de vroege Nederlandse koloniale geschiedenis van het gebied en de geografische kenmerken ervan. "Dutch" verwijst naar de Nederlandse kolonisten die in de 17e eeuw in de regio arriveerden, met name rond 1642, toen vergunningen werden verleend aan Nederlandse burgers om zich te vestigen in wat nu Queens is. De term "Kills" komt van het Nederlandse woord "kill", wat "kleine stroom" of "kreek" betekent. Dutch Kills is specifiek vernoemd naar een bevaarbare zijrivier van Newtown Creek, die door het gebied stroomde en destijds een belangrijk kenmerk van het landschap was.
Deze zijrivier, vaak eenvoudigweg "the Kill" genoemd, liep ongeveer waar Queensboro Plaza nu staat. De nederzetting rond deze stroom werd bekend als Dutch Kills, wat zowel de Nederlandse aanwezigheid als de waterweg die het definieerde, weerspiegelde. In de loop van de tijd groeide het gehucht Dutch Kills en fungeerde het als een belangrijke locatie tijdens de Amerikaanse Onafhankelijkheidsoorlog. Later ontwikkelde het zich van een landelijke boerengemeenschap tot een industrieel centrum, voordat het in 1870 werd opgenomen in Long Island City. De naam bestaat nog steeds als een knipoog naar de Nederlandse wortels en de kreek die het gebied ooit vormgaf.